# Aeolochroma quadrilinea
Aeolochroma quadrilinea är en fjärilsart som beskrevs av Lucas 1892. Aeolochroma quadrilinea ingår i släktet Aeolochroma och familjen mätare. Inga underarter finns listade i Catalogue of Life.